# Le Bec-Hellouin
Le Bec-Hellouin är en kommun i departementet Eure i regionen Normandie i norra Frankrike. Kommunen ligger i kantonen Brionne som tillhör arrondissementet Bernay. År 2022 hade Le Bec-Hellouin 378 invånare.

## Befolkningsutveckling
Antalet invånare i kommunen Le Bec-Hellouin
Referens:INSEE